# Eridan (foguete)
O Eridan, foi um foguete de sondagem, desenvolvido pela França, no final da década de 60, sua intenção básica era permitir o uso
de cargas úteis maiores usando o motor Stromboli de 56 cm de diâmetro.
O Eridan, possuía dois estágios praticamente iguais, usando o motor Stromboli. A versão mais eficiente desse modelo, era capaz de conduzir cargas úteis
de 100 a 420 kg a altitudes entre 460 e 200 km respectivamente, com um tempo de voo entre 230 e 350 segundos. Ele fez parte de uma família de foguete de
combustível sólido que incluía: o Belier, o Centaure, o Dragon e o Dauphin. Foram
efetuados 16 lançamentos desse modelo à partir do Centro Espacial de Kourou entre 1968 e 1979.